# Gundemar
Gundemar (6. století? – únor či březen 612 Toledo) byl v letech 610–612 vizigótský král Hispánie, Septimánie a Galicie.
Vedl katolickou opozici proti ariánské vládě svého předchůdce Wittericha, který byl zavražděn frakcí katolických šlechticů během jednoho z banketů. Pokračoval ve snahách udržet alianci s Theudebertem II. králem Austrasie, s Chlotharem II. králem Neustrie a Agilulfem z kmene Langobardů namířenou proti burgundskému králi Theuderichovi II. a Brunhildě. Během jeho krátké vlády bylo přemístěno sídlo metropole z Cartageny do Toleda, což umožnilo těsnější vztahy biskupů a panovníků. Isidor ze Sevilly ve svých spisech Historia Gothorum zmiňuje jeho výpravu proti Baskům a následně proti Byzantincům.
Zemřel v Toledu přirozenou smrtí, pravděpodobně v únoru nebo v březnu 612. V kronice Chronica Regum Visigotthorum je uvedeno, že Gundemar vládl po dobu jednoho roku, deseti měsíců a 14 dnů. Jeho následníkem se stal Sisebut.